# Kinjiro Shimizu
Kinjiro Shimizu (清水 金二郎 Shimizu Kinjiro?) fue un futbolista japonés que se desempeñaba como delantero.
Shimizu fue elegido para integrar la selección nacional de Japón para los Juegos del Lejano Oriente de 1925. En 1925, Shimizu jugó para la selección de fútbol de Japón.

## Trayectoria

### Clubes
| Club                          | País  | Año  |
| ----------------------------- | ----- | ---- |
| Universidad de Kwansei Gakuin | Japón | ???? |

### Selección nacional
| Selección | País  | Año  |
| --------- | ----- | ---- |
| Absoluta  | Japón | 1925 |

## Estadística de equipo nacional
| Selección de Japón | Selección de Japón | Selección de Japón |
| Año                | Part.              | Goles              |
| ------------------ | ------------------ | ------------------ |
| 1925               | 1                  | 0                  |
| Total              | 1                  | 0                  |